# Thiên hoàng Tenmu
Thiên hoàng Thiên Vũ (天武天皇 (Thiên Vũ thiên hoàng) Tenmu tennō, 631 - 1 tháng 10, 686) là Thiên hoàng thứ 40 của Nhật Bản theo thứ tự thừa kế ngôi vua truyền thống Nhật Bản. Triều đại của Tenmu kéo dài từ 673 cho đến khi ông qua đời năm 686.

## Tường thuật truyền thống
Tenmu là con trai út của Thiên hoàng Jomei và Thiên hoàng Kōgyoku, em trai của Thiên hoàng Tenji.
Ít ai biết rõ về cuộc đời của ông. Theo các tài liệu cổ là sách Nihon Shoki được con trai ông là hoàng tử Toneri ghi lại, cha qua đời khi ông còn trẻ và người mẹ của ông - Thiên hoàng Saimei. Ông chưa được mong đợi để làm thái tử của vương triều Nhật Bản vì anh trai của ông, hoàng thái tử Nakano Oe (người có công lớn trong Cải cách Taika) sẽ kế vị mẹ mình làm Thiên hoàng kế tiếp. Đến khi anh trai mình (hoàng thái tử Nakano Oe) lên ngôi hiệu là Thiên hoàng Tenji vào cuối năm 655, hoàng tử Oama (tên khai sinh của Tenmu) được anh trai rất tin dùng trong triều đình.
Vài năm sau, hoàng tử Oama được bổ nhiệm làm thái tử kế vị ngôi Thiên hoàng. Điều này được Thiên hoàng Tenji tiên liệu từ trước vì các hoàng hậu của ông, không ai sinh ra hoàng tử cả. Để ngăn chặn tham vọng chính trị của em mình, Tenji buộc em trai phải kết hôn với 3 người con gái của mình vì Tenji nghĩ những cuộc hôn nhân sẽ giúp tăng cường quan hệ chính trị giữa hai anh em. Trong thời gian làm thái tử, hoàng tử Oama tích cực cải tiến tổ chức quân đội Nhật Bản đã được thành lập trong cuộc cải cách Taika.
Biến cố xảy ra thay đổi cuộc đời của hoàng tử Oama: Thiên hoàng Tenji lúc về già đã bất ngờ thay đổi ý định, sủng ái hoàng tử Otomo, con trai của ông có với một thứ phi. Kể từ khi hoàng tử Otomo được mẹ mình hậu thuẫn để tạo thành thế lực lớn để lên ngôi Thiên hoàng sau khi cha mất, Thiên hoàng Tenji cảm thấy mình bị ám ảnh, đe dọa về ngai vàng của mình với con trai, em trai mình.
Năm 671, thái tử Oama cảm thấy mình nguy hiểm nên tự nguyện từ chức thái tử để trở thành một nhà sư, Thiên hoàng Tenji trao quyền kế vị cho Otomo. Oama chuyển tới vùng núi ở Yoshino, tỉnh Yamato (nay là Yoshino, Nara) để ẩn dật. Ông đã đưa các con của phu nhân Unonosarara theo, còn những phu nhân và các con còn lại thì để lại kinh đô ở khu vực huyện Omi (nay là tỉnh Otsu).
Đầu năm 672 khi Thiên hoàng Tenji vừa mất và hoàng tử Otomo lên ngôi hiệu là Thiên hoàng Kōbun, hoàng tử Oama đem quân từ Yoshino vượt qua Yamato, Iga và Mino tỉnh để đe dọa Omikyō (huyện Omi) để tấn công cháu trai. Quân đội của hoàng tử Oama và Thiên hoàng trẻ tuổi Kōbun quyết chiến ở Sekigahara, Gifu (tháng 8/672). Sau trận chiến, quân đội của Oama giành thắng lợi và Kōbun đã phải tự tử, sử gọi là Chiến tranh Jinshin.

## Trị vì
Sau thắng lợi, hoàng tử Oama lên ngôi hiệu là Thiên hoàng Tenmu (8/672). Trong thời gian trị vì của mình, Tenmu đặt một niên hiệu (nengō) chính thức là Shuchō (686) và một niên hiệu không chính thức là Hakuho (673 - 686). Cũng trong thời gian ông trị vì, lần đầu tiên danh xưng "Thiên hoàng Nhật Bản" được thừa nhận chính thức. Ông được xem là vị Thiên hoàng Nhật Bản có nhiều cải cách mạnh mẽ trên các lĩnh vực: kinh tế, chính trị, văn hóa, đối ngoại...

### Những cải cách của Thiên hoàng Tenmu

#### Chính trị
Để thống nhất quyền lực địa phương nhằm tập trung cao độ quyền lực vào tay Thiên hoàng, ông cử ba người con trai ruột đang tín nhiệm trong hoàng tộc là hoàng tử Kusakabe, Ôtsu và Takechi vào các chức đại thần cung đình. Sử gọi thời kỳ này là kôshin seiji (hoàng thân chính trị). Hơn nữa để kiểm soát hành động của các con trai, trông chuyến vì hành về Yoshino ông đã bắt họ thề phải hợp tác và không được gây chiến với nhau. Mục đích của ông khi làm việc đó nhằm ngăn cản xu hướng ly khai, nổi loạn có thể xảy ra giữa các con trai ông. Hơn nữa, việc làm này của Tenmu cũng làm giảm phần nào thể lực của các gia tộc phong kiến đang muốn lăm le chiếm đoạt quyền vua như họ Otomo, họ Soga.
Ngoài ra, Tenmu còn đặt ra một hệ thống quan tước (kabane) để áp dụng vào việc thăng tiến các quan lại. Ông bắt các những người xưa nay là hào tộc phải vào làm quan trong triều hòng đóng khung họ trong một tổ chức. Để làm việc này, ông bãi bỏ một số chức danh không cần thiết. Riêng chức danh Omi và Muraji, các kabane cao nhất trong giai đoạn trước, ông đã hủy bỏ và đặt các kabane này vào một quy định mới gọi là yakusa no kabane (bát sắc tính), tức là một quy định sắp xếp các giai tầng nằm bên trong thể chế trung ương tập quyền mà thiên hoàng là trung tâm. Như ta có thể hình dung được, yakusa là 8 thành phần với cách xưng hô riêng: mahito, asomi, sukune, imiki, michinoshi, omi, muraji và inagi vậy.
Thời Tenmu, chức Thái chính quan được đề cao với 3 - 4 người được Thiên hoàng đề cử vào chức danh tương ứng để giúp việc cho ông. Các chức quan bao gồm:
- Tả đại thần: Soga no Akae no Omi [9]
- Hữu đại thần: Nakatomi no Kane no Muraji
- Nội đại thần

#### Luật pháp
Năm 681, Thiên hoàng cho sửa soạn sắc lệnh (ryô) có tên là Lệnh Asuka Kiyomihara. Đáng lẽ có cả luật lẫn lệnh nhưng phần nói về luật chưa hoàn tất, chỉ có 22 quyển nói về lệnh. Cho nên thay vì nói Luật lệnh, ta đành gọi nó là Lệnh Asuka Kiyomihara. Nội dung của bộ luật không được biết rõ, nhưng chắc chắn nó được kế thừa từ bộ luật Omi của vua anh Tenji, những nội dung căn bản của Cải cách Taika. Bộ lệnh được hoàn thành, công bố bởi vợ ông là Thiên hoàng Jitō vào năm 689.

#### Kinh tế
Ở Nhật Bản, nông nghiệp chiếm vị trí chủ đạo. Người nông dân Nhật Bản phải làm việc trên đất đai của chúa phong kiến, đóng nhiều khoản thuế cho nhà nước. Thương nghiệp Nhật Bản thời Tenmu phát triển mạnh với hàng chục thuyền buôn qua lại với các nước. Hải cảng Osaka (tên gốc là Naniwa) là kinh đô đầu tiên dưới thời Thiên hoàng Kōtoku hoạt động rất tấp nập. Từ đây, các thương nhân Nhật Bản tỏa ra buôn bán với Tân La (đời Tân La Văn Vũ vương, Tân La Thần Văn vương) ở bán đảo Triều Tiên, với nhà Đường (đời vua Đường Cao Tông, Đường Trung Tông, Đường Duệ Tông) ở Trung Quốc. Sách Nihon Shoki ghi nhận ngày 15 tháng 4 năm Tenmu thứ 12 (năm 683), Thiên hoàng cho đúc tiền đồng thay thế đồng bạc Trung Hoa.

#### Văn hóa
Vào những năm đầu của niên hiệu Hakuho thời Tenmu, Thiên hoàng coi trọng việc cúng tế tổ thần của dòng họ mình ở các đền thần nhất là ngôi đền gốc: Thần cung Ise (Ise Jinguu). Để làm việc này, Tenmu cử con gái là công chúa Oku làm Đại tư tế của đền thờ này và chi tài chính để tổ chức các lễ hội ở Nhật Bản. Thế nhưng Phật giáo cũng được sùng kính và bảo vệ. Chính quyền đã cho kiến thiết các "quan tự" (chùa nhà nước) như các ngôi chùa lớn Daikandaiji (Đại quan đại tự) và Yakushiji (Dược sư tự). Thiên hoàng cũng tích cực truyền bá Phật giáo vào trong lòng người dân bằng cách cho phép mỗi hộ gia đình được khuyến khích để xây dựng một bàn thờ Phật, dựng bục để đặt tượng Phật và một bộ kinh có thể được đặt để thờ cúng gia đình - đó là hình thức butsudan. Mặt khác, tất cả các tu sĩ Phật giáo, tăng ni được kiểm soát chặt chẽ bởi nhà nước, và không ai được phép trở thành một tu sĩ mà không có sự cho phép của nhà nước. Điều này là nhằm ngăn chặn các giáo phái và ngăn chặn nông dân biến thành linh mục.

#### Đối ngoại
Năm 676 có khoảng 1.800 người Cao Câu Ly di cư từ An Đông đô hộ phủ của nhà Đường (đời vua Đường Cao Tông) sang Nhật Bản (đời Thiên hoàng Tenmu) sinh sống và hình thành nên gia tộc Koma ở Nhật Bản.
Khác với các Thiên hoàng tiền nhiệm luôn chú trọng quan hệ với Trung Hoa, Tenmu đặc biệt chỉ quan hệ ngoại giao với Tân La (Triều Tiên) mà không quan hệ với nhà Đường (Trung Quốc). Lý do có thể là tình trạng các nước khác nhau: Tân Là đã thống nhất và mong muốn quan hệ với Nhật để giảm sức ép ngoại giao của nhà Đường (Trung Quốc) với họ; riêng nhà Đường đang bận giải quyết nội bộ, gặp nhiều khó khăn nên cũng chưa quan hệ với Nhật.

## Kết quả
Chế độ phong kiến Nhật Bản được củng cố thêm bước mới. Điều này được chứng minh thông qua những hoạt động của Tenmu: dời đô về Osaka - kinh đô cũ của nhà nước truyền thống cổ xưa Yamato, cử người trong hoàng tộc giữ chức vụ cao trong nhà nước nhằm xóa bỏ phần nào xu hướng cát cứ của các quý tộc địa phương, giảm thiểu sự lũng đoạn của một số dòng họ quý tộc lớn như họ Otomo, họ Soga và về sau là họ Fujiwara. Nhà vừa được tập trung quyền lực mạnh hơn, có nhiều quyền hơn trong cai trị đất nước. Để quyền lực được củng cố mạnh hơn nữa, nhà vua cần ít nhiều sự ủng hộ của các quý tộc phong kiến - nhất là quý tộc bên phe cải cách giúp Thiên hoàng cai trị vương quốc ổn định.
Nhưng trên thực tế, việc Thiên hoàng tập trung nhiều quyền lực vào tay mình cũng chỉ mang tính tương đối. Đâu đó vẫn còn một số ít nhiều quý tộc bên ngoài thần phục, nhưng bên trong là phản đối. Ở cung đình, việc Thiên hoàng có nhiều con trai đã gây ra nhiều phiền hà với ông trong việc phân xử quyền lợi, cũng như Thiên hoàng lo ngại nội bộ anh em xào xáo mất đoàn kết. Một dẫn chứng đưa ra: năm 686, một trong những người con trai của ông, Hoàng tử Ōtsu, sau đó đã nổi loạn chống lại thái tử Kusakabe đang chuẩn bị kế ngôi sau cái chết của Tenmu.
Năm 686, Thiên hoàng Tenmu qua đời. Người kế thừa ông là Hoàng tử Kusakabe còn trẻ tuổi trị vì dưới sự nhiếp chính của mẹ mình là Thái hậu Uno-no-sarara.

## Gia đình
- Công chúa Uno-no-sarara (鸕野讃良皇女) (Thiên hoàng Jitō) (645-703), sinh ra Hoàng tử Kusakabe (草壁皇子) (662-689), cha của Thiên hoàng Monmu và nữ Thiên hoàng Genshō
- Công chúa Ota (大田皇女) (644-667), con gái của Thiên hoàng Tenji, sinh ra Công chúa Oku (大伯皇女) (661-701), Saiō ở Ise Shrine (673-686), Hoàng tử Ōtsu (大津皇子) (663-686)
- Công chúa OE (大江皇女), con gái của (-699?) của Tenji, sinh ra Hoàng tử Naga (長皇子) (? -715), Hoàng tử Yuge (弓削皇子) (? -699)
- Công chúa Niitabe (? -699) (新田部皇女), con gái của Hoàng đế Tenji, sinh ra Hoàng tử Toneri (舎人皇子) (676-735), cha của Thiên hoàng Junnin;
- Fujiwara no Hikami-no-iratsume (藤原氷上娘), con gái của Fujiwara no Kamatari, sinh ra Công chúa Tajima (但馬皇女) (? -708), Kết hôn với Hoàng tử Takechi
- Soga no ONU-no-iratsume (蘇我大蕤娘) con gái của, (-724?) Soga no Akae, sinh ra Hoàng tử Hozumi (穂積皇子) (? -715), Công chúa Ki (紀皇女) (? -?), Công chúa Takata (田形皇女) (674-728), Saiō ở Ise Shrine (706-707), sau đó kết hôn với Hoàng tử Mutobe
- Fujiwara no IOE-no-iratsume (藤原五百重娘), con gái của Fujiwara no Kamatari, sinh ra Hoàng tử Niitabe (新 田 部 皇子) (? -735)
- Nukata no Ōkimi (額田王), sinh ra Công chúa Tochi (十市皇女) (653? -678), Kết hôn với Thiên hoàng Kōbun
- Munakata no Amako-no-iratsume (胸形 尼 子 娘), con gái của Munakata-no-Kimi Tokuzen, sinh ra Hoàng tử Takechi (高市皇子) (654-696)
- Shishihito no Kajihime-no-iratsume (宍 人 梶 媛 娘), con gái của Shishihito-no-Omi Ōmaro, sinh ra Hoàng tử Osakabe (刑部皇子/忍壁皇子) (? -705), Công chúa Hatsusebe (泊瀬部皇女), kết hôn với Hoàng tử Kawashima (con trai của Hoàng đế Tenji) (-741) -?, Công chúa Taki (託基皇女/多紀皇女) (? -751), Saiō ở Ise Shrine (698-trước 701), sau đó kết hôn với Hoàng tử Shiki (con trai của Hoàng đế Tenji), Hoàng tử Shiki (磯 城 皇子) (? -?)